# Комароловка сірогорла
Комароловка сірогорла (Polioptila schistaceigula) — вид горобцеподібних птахів родини комароловкових (Polioptilidae).

## Поширення
Вид поширений в Колумбії, Еквадорі та Панамі. Трапляється у тропічних і субтропічних низовинних дощових лісах.